# Hermann Bonnus
Pour les articles homonymes, voir Bonnus.
Hermann Bonnus né Hermann von Bunnen, en 1504 à Quakenbrück et mort le 12 février 1548 à Lübeck, théologien protestant de la Renaissance et premier recteur du lycée Sainte-Catherine de Lübeck dans le Saint-Empire romain germanique.

## Biographie
Hermann Bonnus doit son patronyme à l'origine familiale située dans le hameau de Bunnen, petite communauté villageoise de Löningen dans l'Arrondissement de Cloppenburg. En 1523, Hermann Bonnus a étudié à Wittenberg, puis à Greifswald. Il devint précepteur de la famille princière du Danemark à Copenhague puis au château de Gottorf. En 1531, avec la Réforme protestante, il devint le premier recteur de l'institution d'enseignement lycée Sainte-Catherine de la ville hanséatique de Lübeck.
En 1532 et 1533, il traduit en bas allemand la Bible de Martin Luther. Hermann Bonnus promut la coopération entre les ministères membres du clergé de Lübeck, Hambourg et Lunebourg au sein d'un ministère « Tripolitanum » et favorisa l'émergence d'une église confessionnelle luthérienne dans les villes allemandes du Nord. En 1543, il organise l'église protestante de la ville d'Osnabrück.
En 1548, Hermann Bonnus meurt et laisse une veuve et six enfants. L'un d'eux, Arnold, deviendra maire de Lübeck.

## Liens
Hermann Bonnus (Wikisource)
- Notices d'autorité :   - VIAF
  - ISNI
  - IdRef
  - LCCN
  - GND
  - Italie
  - Belgique
  - Pays-Bas
  - Pologne
  - NUKAT
  - Catalogne
  - Vatican
  - Tchéquie
  - WorldCat
- Ressources relatives à la musique :   - Grove Music Online
  - Répertoire international des sources musicales
- Notice dans un dictionnaire ou une encyclopédie généraliste :   - Deutsche Biographie
- Bonnus-Biographie auf der Seite der Kirchengemeinde Quakenbrück
- Tripota – Trierer Porträtdatenbank